# Hujbar
Hujbar este o localitate din comuna Ormož, Slovenia, cu o populație de 27 de locuitori.